# Pointe Allègre
La pointe Allègre est un cap de Guadeloupe.

## Géographie
Il se situe entre la pointe des îles à l'ouest et l'Anse du Petit Fort à l'est.
La zone est une aire protégée du Conservatoire du littoral de catégorie IV : Aire de gestion des habitats ou des espèces.

## Histoire
C'est à la pointe Allègre que débarquent le 28 juin 1635 les premiers colons français commandés par Charles Liénard de L'Olive et Jean du Plessis d'Ossonville, qui vont fonder Sainte-Rose,.
Le promontoire, appelé d'abord pointe Maréchal, prend le nom d'Allègre après la mort d'un infortuné de ce nom dont le canot s'est échoué en ce lieu lors d'un voyage qu'il avait entrepris pour se rendre à son mariage dans une habitation voisine.
Une stèle commémorant le débarquement à la pointe Allègre, installée en janvier 2015 par le Cercle culturel Auguste-Lacou, est détruite deux mois plus tard. De nombreuses associations dont les indépendantistes du LKP en avaient auparavant dénoncé, selon eux, et malgré les explications, des résurgences esclavagistes et colonialistes, la stèle apparaissant à leurs yeux comme « un acte raciste, un profond mépris vis-à-vis des Guadeloupéens d'origine indienne et africaine, Respèkté gwadloupéyen! ».

## Galerie

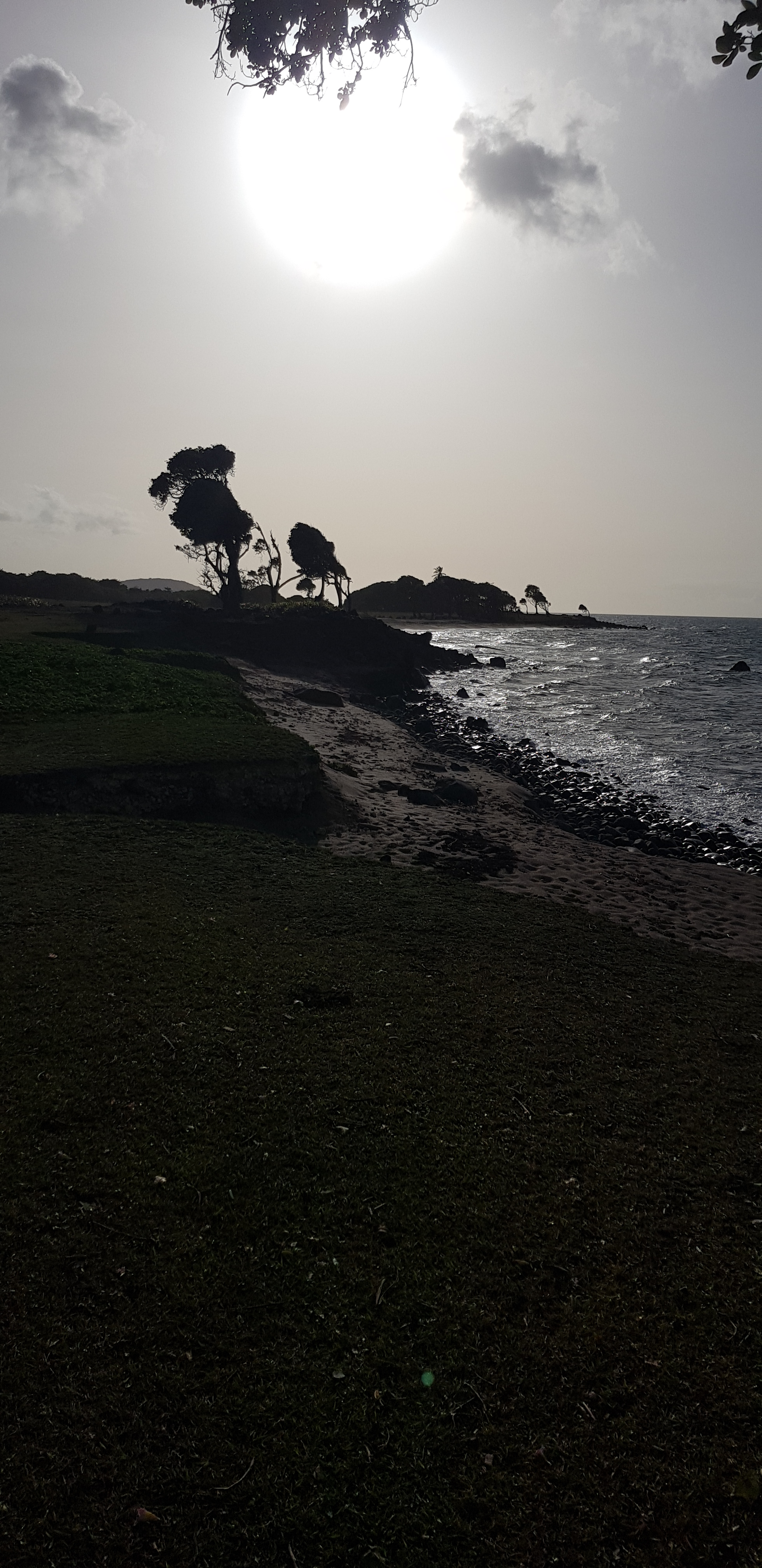
La pointe Allègre et l'anse du Petit Fort
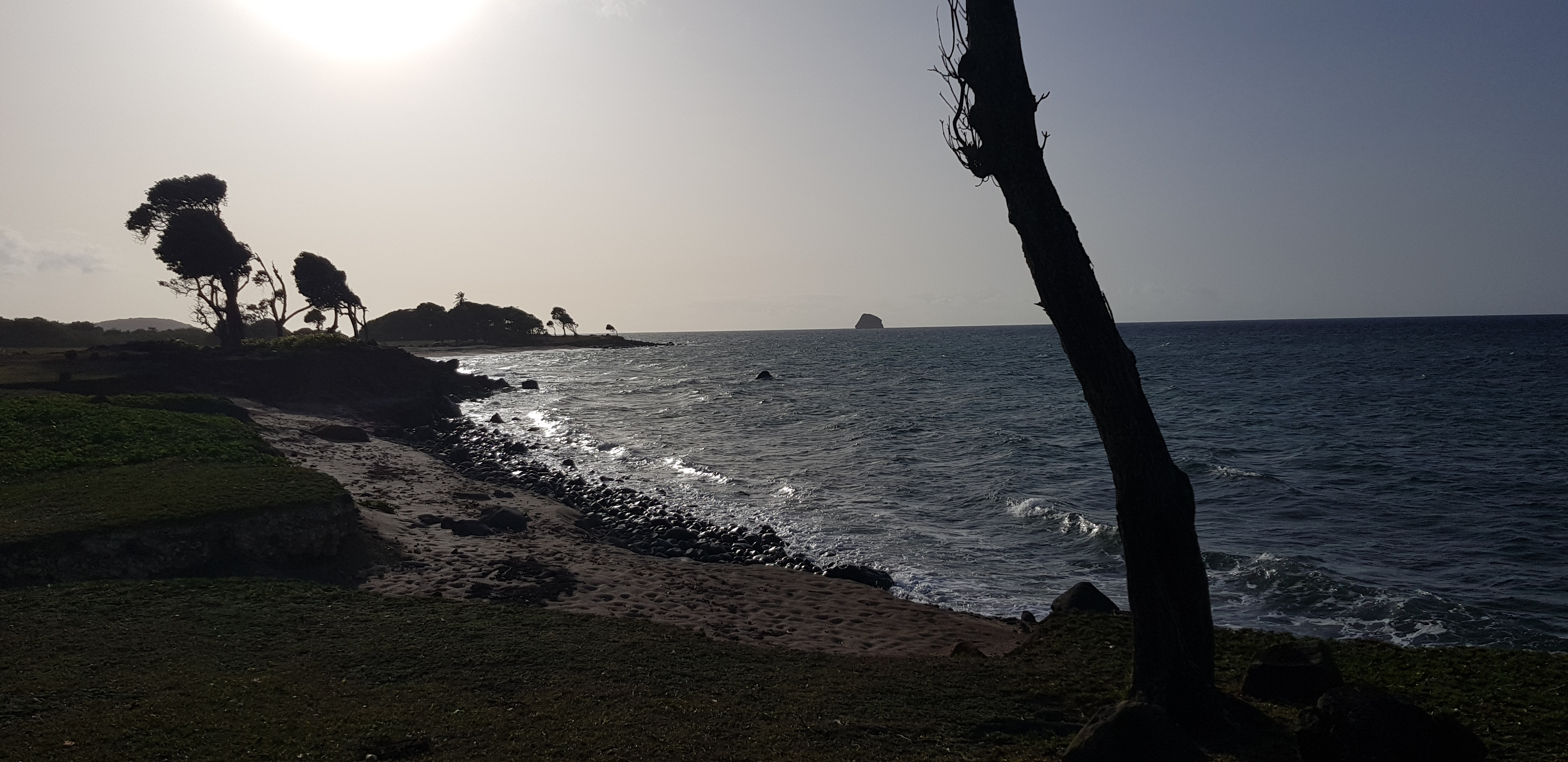
La pointe Allègre et Tête à l'Anglais
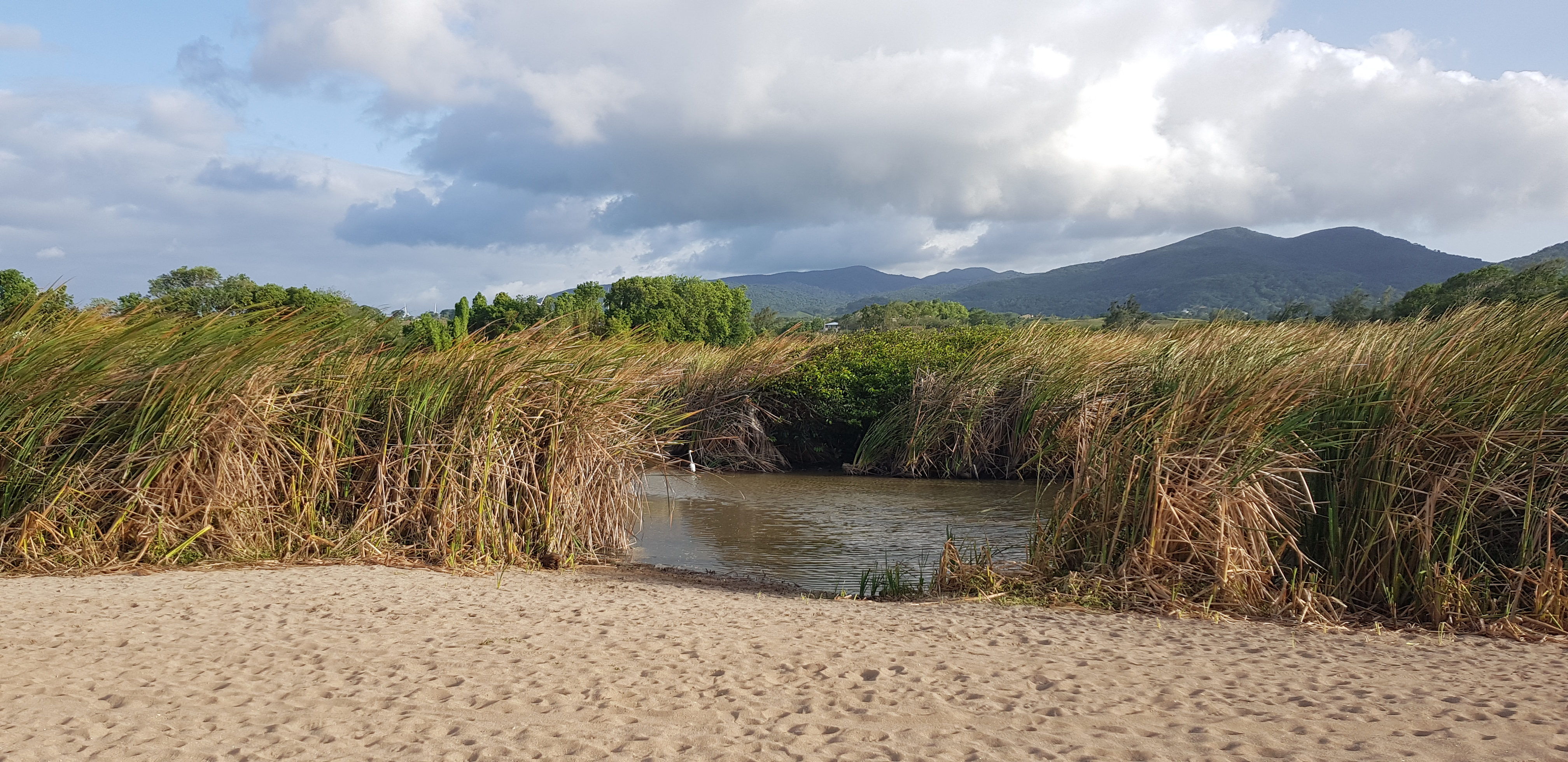
Paysage de la pointe Allègre
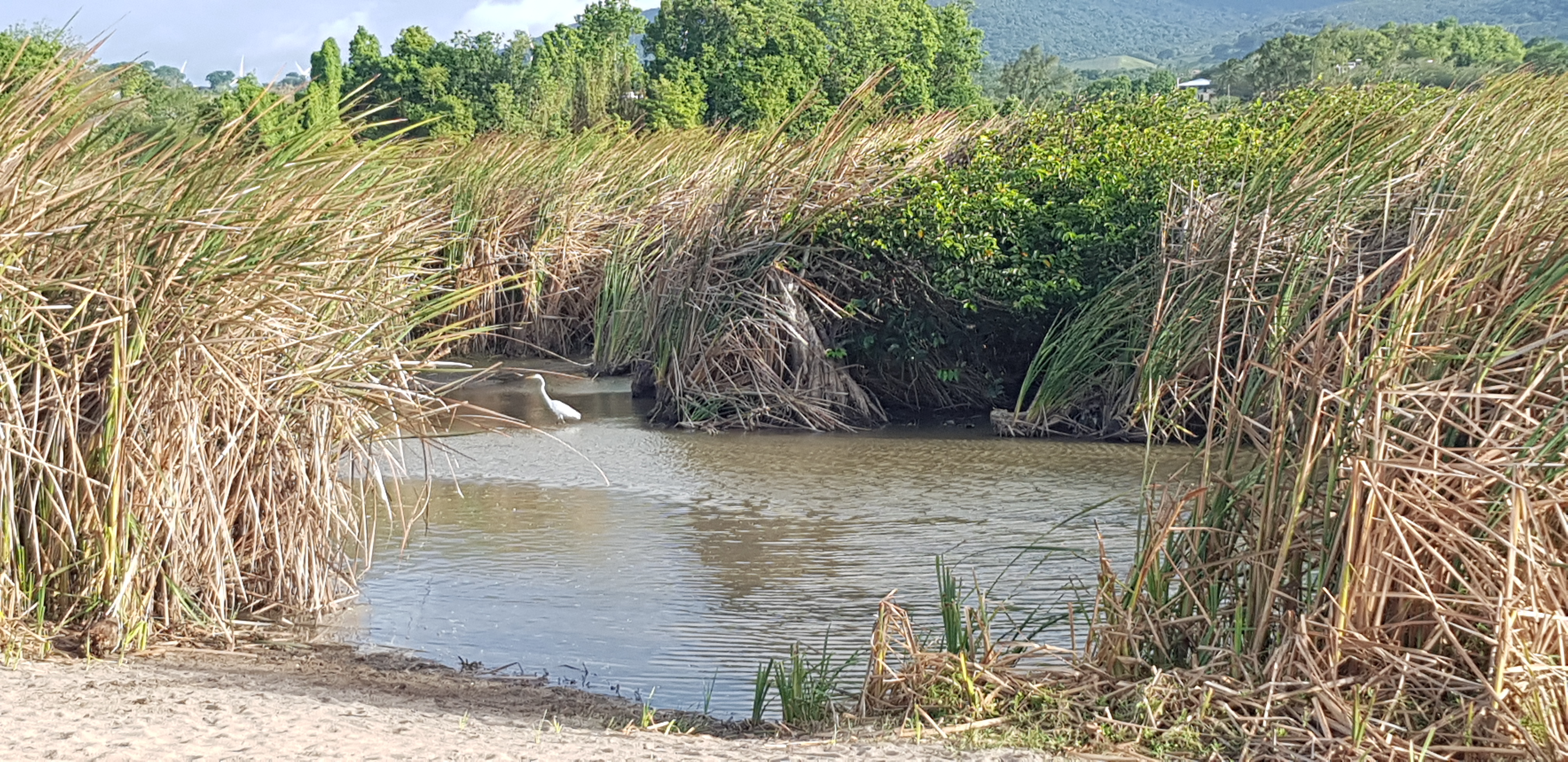
Étang de Nogent à la pointe Allègre
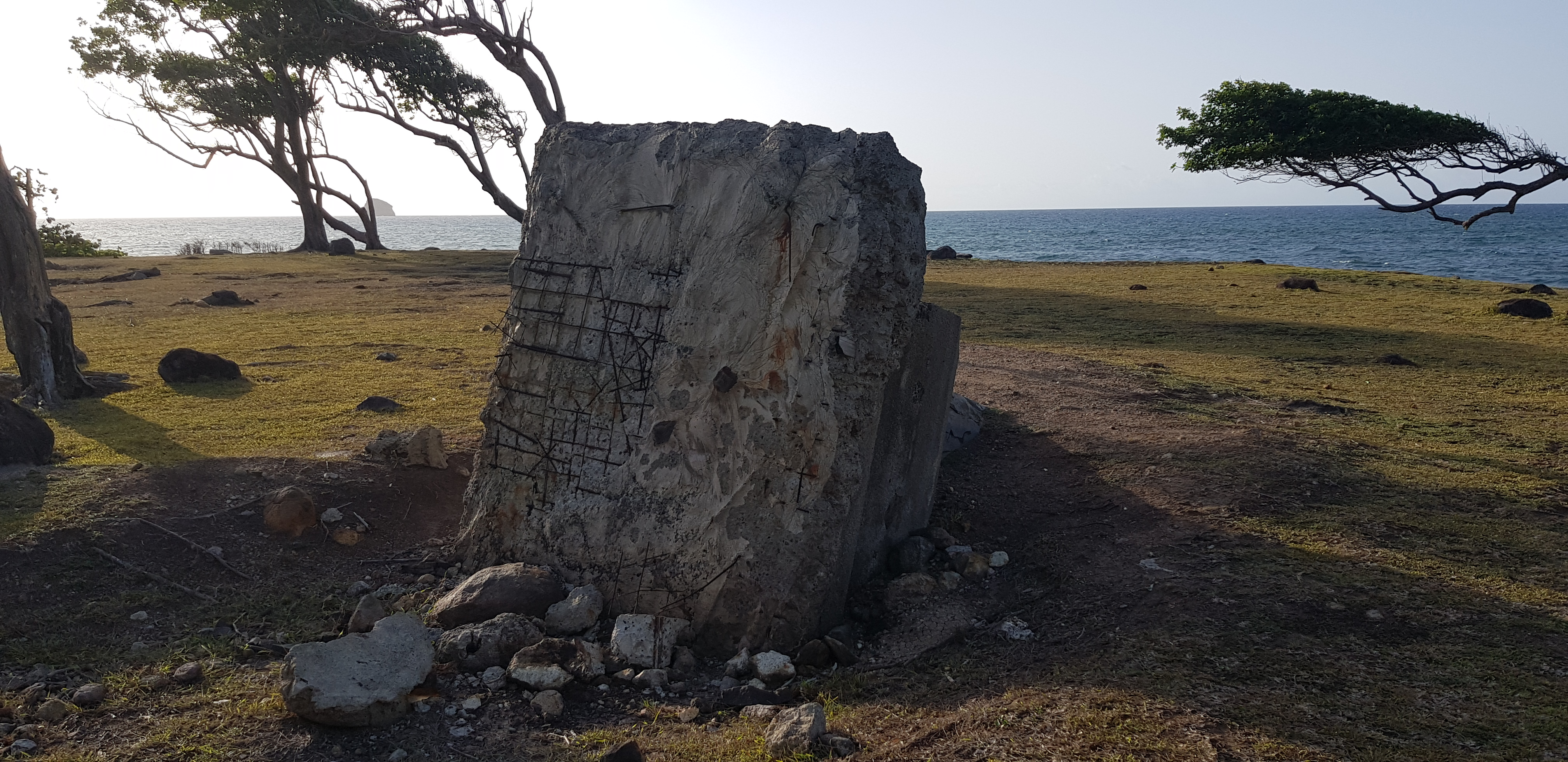
Socle de la stèle renversée de la pointe Allègre
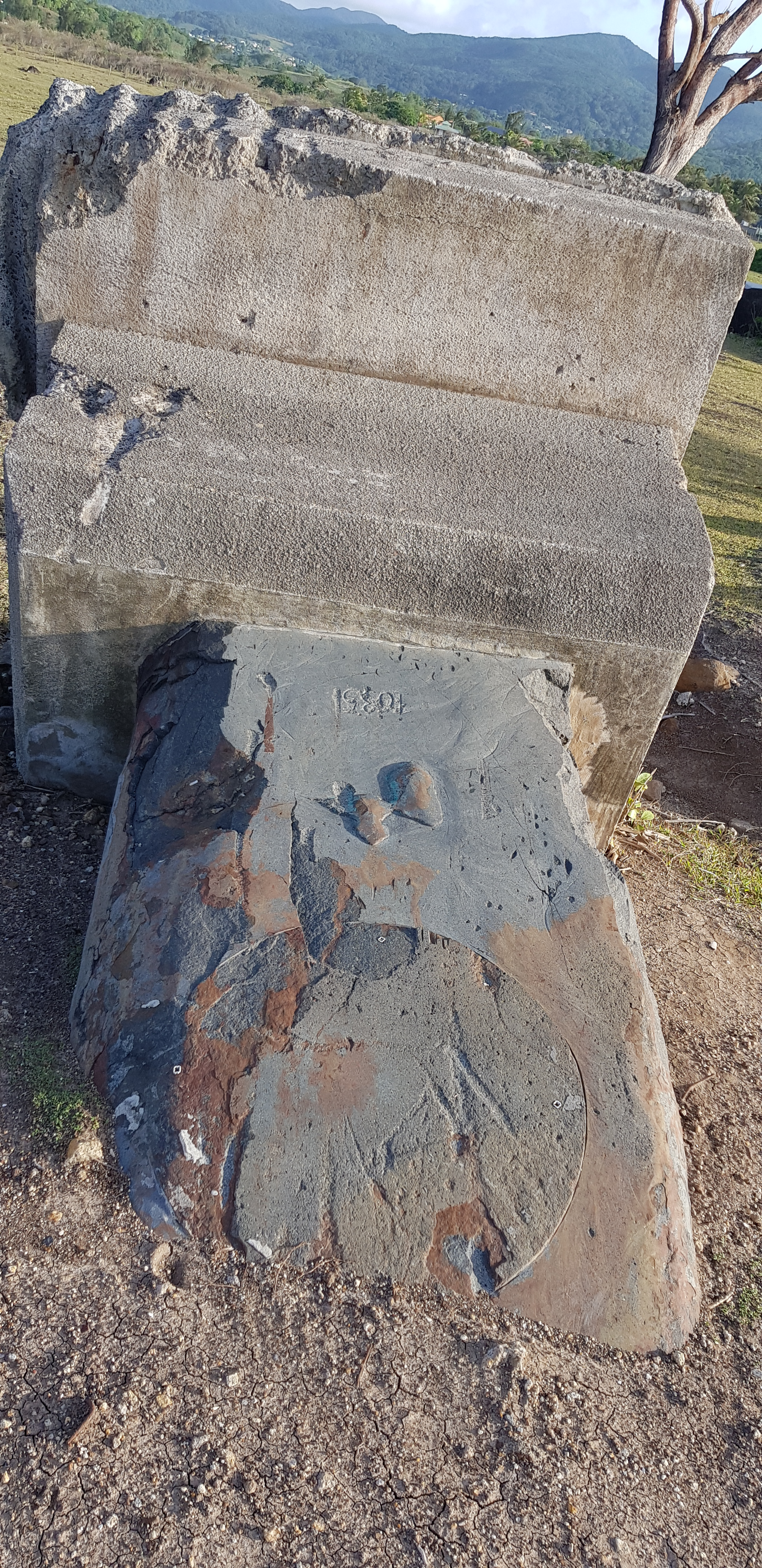
Monument renversé de la pointe Allègre
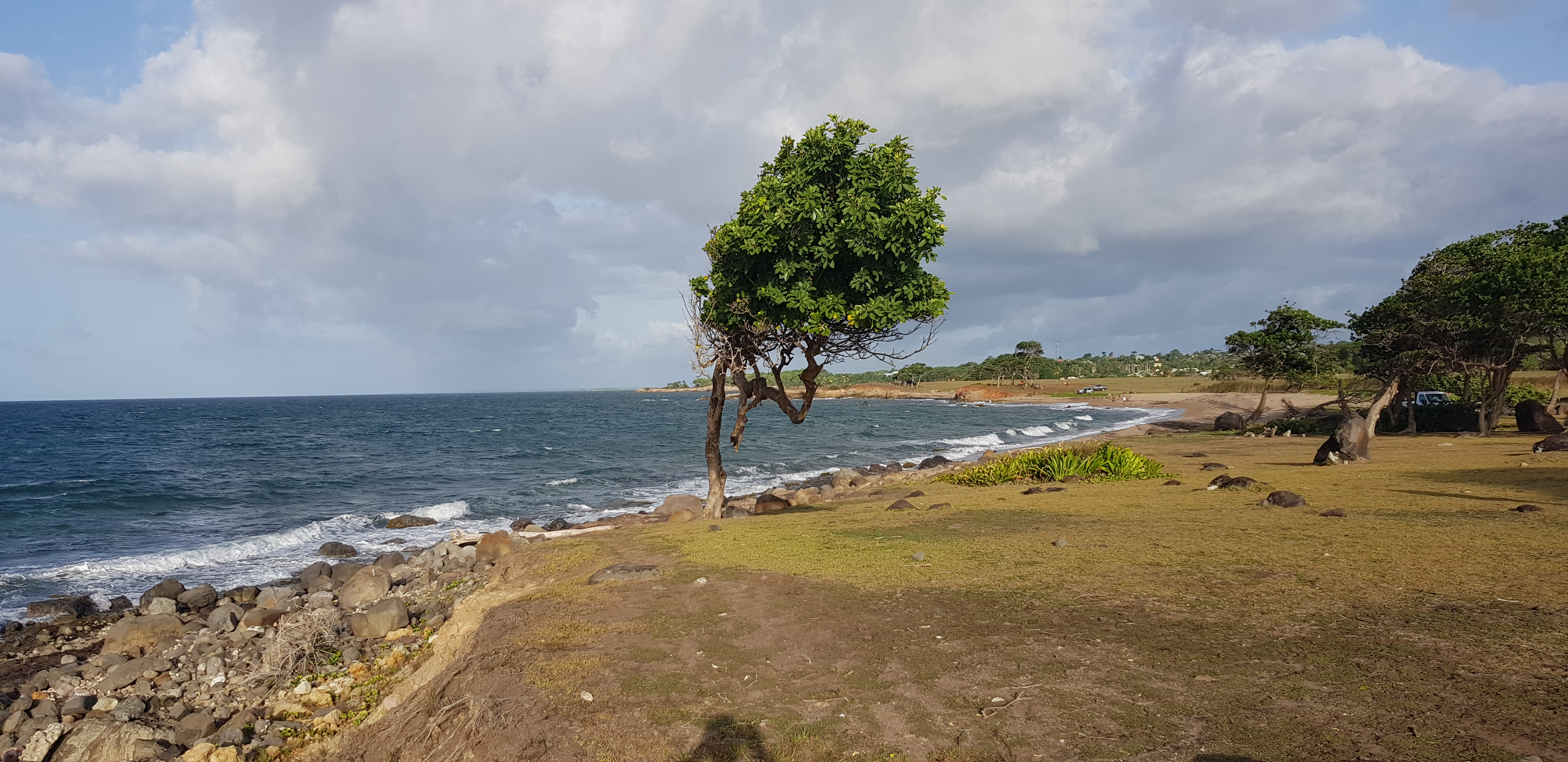
Vue à partir de la pointe Allègre